# Rio Vasa Barris
Rio Vasa Barris är ett vattendrag i Brasilien. Det ligger i den östra delen av landet, 1 300 km öster om huvudstaden Brasília.
Trakten runt Rio Vasa Barris består huvudsakligen av våtmarker. Runt Rio Vasa Barris är det ganska tätbefolkat, med 83 invånare per kvadratkilometer.